# Saint-Laurent-les-Églises
Saint-Laurent-les-Églises település Franciaországban, Haute-Vienne megyében. Lakosainak száma 842 fő (2022. január 1.). Saint-Laurent-les-Églises Le Châtenet-en-Dognon, Saint-Martin-Sainte-Catherine, Ambazac, Les Billanges, La Jonchère-Saint-Maurice, Saint-Léger-la-Montagne és Saint-Martin-Terressus községekkel határos.

## Népesség
A település népessége az elmúlt években az alábbi módon változott:
| Lakosok száma | 863  | 880  | 912  | 865  | 857  | 843  | 829  | 822  | 842  |
|               | 2013 | 2015 | 2016 | 2017 | 2018 | 2019 | 2020 | 2021 | 2022 |